# Lighthouse Vltava Waterfront Towers
Lighthouse Vltava Waterfront Towers, zkráceně Lighthouse (maják), je komplex tří kancelářských budov v Praze-Holešovicích, kterému vévodí dvě na sebe přiléhající devatenáctipodlažní budovy o výšce 80 metrů. Bývá řazen mezi deset nejvyšších budov v Česku. Byl vybudován v letech 2001–2004 v bývalé části holešovického přístavu na předmostí Libeňského mostu.
Vlastníkem nemovitosti je společnost WestInvest Waterfront Towers s.r.o., která patří do skupiny WestInvest řízené bankou DekaBank Deutsche Girozentrale. Hlavním nájemcem je nákladní dopravce ČD Cargo, dceřiná společnost Českých drah, která má v budově od roku 2008 svou centrálu. V komplexu má také sídlo Pojišťovna VZP, dceřiná společnost Všeobecné zdravotní pojišťovny ČR, poradenská společnost CBRE a DIRECT Pojišťovna.
Společnost WestInvest Waterfront Towers dosáhla v roce 2009 zisku 42 milionů korun při tržbách 158 milionů korun.
Účetní hodnota budov činila 796 milionů korun (894 milionů brutto), pozemky pod komplexem Lighthouse dalších 315 milionů korun. Kancelářské a další obchodně využitelné plochy činí zhruba 23 000 m2, průměrná obsazenost budovy v roce 2009 dosáhla 97 %.